# Müllverbrennungsanlage Flötzersteig

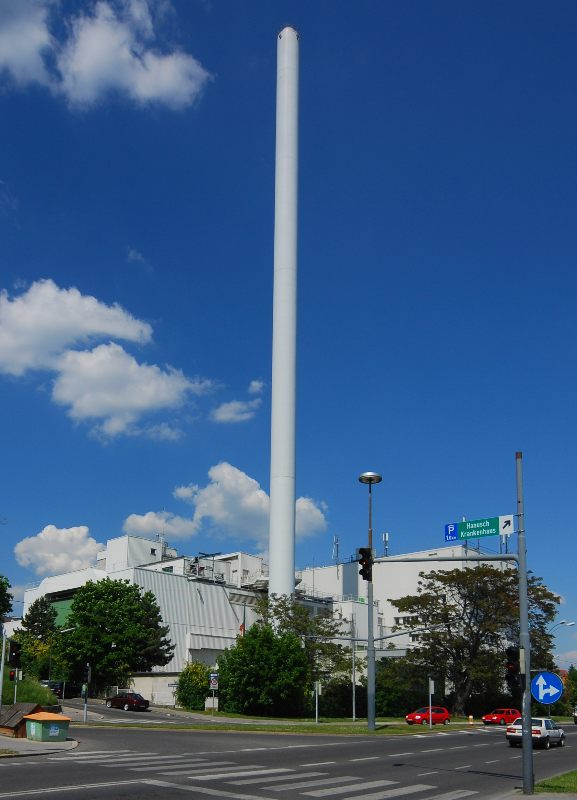
Der Rauchfang der Müllverbrennungsanlage Flötzersteig ist 99,2 Meter hoch.

Die Müllverbrennungsanlage Flötzersteig in Ottakring ist Wiens älteste bestehende derartige Anlage. Gleichzeitig ist sie auch die älteste Müllverbrennungsanlage Österreichs.

## Geschichte
Der steigende Konsum der Bevölkerung und die Markteinführung abgepackter Produkte ließen die Müllmenge der Stadt ebenso stark anwachsen wie die Änderung der Heizgewohnheiten. Abfälle, die früher in Holz- und Kohleöfen als Brennstoffe dienten, kamen wegen der zunehmend verwendeten Öl- und Gasheizungen immer mehr in den Mistkübel. Deshalb entschloss sich die Stadt Wien zur Errichtung der Müllverbrennungsanlage.
Während in den Medien noch diskutiert wurde, ob nicht die Kompostierung die bessere Alternative wäre (im September 1956 nahm auf der Löwygrube am Laaerberg in Favoriten eine Kompostieranlage den Betrieb auf), testete die Technische Hochschule Wien gemeinsam mit der MA 48 drei Jahre lang den Müll auf seinen Heizwert. Im Rahmen dieser Versuche wurde Müll von Wien sogar nach Bern verfrachtet, um dort versuchsweise in einer Müllverbrennungsanlage verheizt zu werden.
Als Standort wurde der Flötzersteig bei der Flötzersteigbrücke im Westen der Stadt gewählt, da sich hier mit der Klinik Ottakring, dem Psychiatrischen Krankenhaus Baumgartner Höhe, der Lungenheilanstalt Baumgarten und einer von der MA 48 geplanten Waschanlage für Mistkübel mehrere Großabnehmer für die zu nutzende Fernwärme befanden.
Die feierliche Grundsteinlegung für den 1959 beschlossenen Bau nach Plänen von Josef Becvar nahm Bürgermeister Franz Jonas am 24. Mai 1960 vor. Anlässlich der Gleichenfeier am 30. Mai 1962 kündigte Franz Jonas die Errichtung von Wiens zweiter Müllverbrennungsanlage in der Spittelau an. Die Aufnahme des Vollbetriebs erfolgte im März 1964, nachdem am 25. April 1963 erstmals hier Müll verbrannt worden war.
Ausgelegt war die Müllverbrennungsanlage für 60 Prozent des damals in Wien anfallenden Mülls.
Seit 1985 wird die Müllverbrennungsanlage Flötzersteig von der Müllbeseitigung-Betriebsges.m.b.H., einem Tochterunternehmen der Heizbetriebe Wien, welche die MVA Flötzersteig von der MA 48 in diesem Jahr pachtete, betrieben.
Nach dieser Übernahme wurde zusätzlich zur bisher installierten Abluftreinigung durch Elektrofilter und einen Umkehrzellenentstauber eine dreistufige nasse Rauchgasreinigungsanlage und eine Abwasserreinigungsanlage zur Schwermetallabscheidung (vor allem für Cadmium, Quecksilber, aber auch Chlorwasserstoffe, Schwefeldioxid und Feinstaub) eingebaut.
Am 29. November 1989 reichten die Betreiber einen Sanierungsantrag für den Einbau eines Katalysators zur Stickoxidabscheidung sowie eines Aktivkohlefilters zur Dioxinabscheidung ein. Da dafür der bestehende Rauchfang durch einen neuen höheren ersetzt werden musste, führte dieser Antrag zu regem Bevölkerungsinteresse. Die am 4. Februar 1992 abgehaltene Verhandlung dieses Sanierungsantrags musste im Austria Center Vienna abgehalten werden, da etwa 1300 Personen daran teilnahmen. Zwischen 1992 und 1993 wurden schließlich die zusätzlichen Filteranlagen eingebaut.
2006 wurde der Elektrofilter zur besseren Staub-Abscheidung aus den Rauchgasen auf einen Gewebefilter umgerüstet und die DeNOx-Anlage auf den Betrieb mit Dampfwärmetauscher umgestellt.